# 埼京タクシー
埼京タクシー株式会社（さいきょうタクシー）は、埼玉県川口市に本社を置くタクシー・路線バス事業者である。社団法人日本バス協会の会員にはなっていない。

## 概要
埼玉県武南地区（川口市・蕨市・戸田市）をエリアとしており、黒い塗装が特徴である。
2008年4月には同社とツバメタクシー・安全興業の3社と共に『ATS協同無線』を結成し、共同配車制度を開始した。このため、各社の行灯には「ATS」共通のものが使われている。
また、戸田市からの委託を受けて、コミュニティバス「toco」美笹循環の運行も行っている。

## 営業所
- 本社/埼玉県川口市青木一丁目6-1
- 無線配車センター/埼玉県戸田市中町二丁目19-5

## 沿革
- 1954年3月 - 創業。
- 1975年4月 - 設立。

## バス路線
- 戸田市コミュニティバス『toco』：美笹循環（路線の詳細については当該項目を参照のこと。）

## 車両
- タクシー車両はトヨタ・コンフォートなどを採用。